# Liopropoma emanueli
Liopropoma emanueli là một loài cá biển thuộc chi Liopropoma trong họ Cá mú. Loài này được mô tả lần đầu tiên vào năm 2012.

## Từ nguyên
L. emanueli được đặt theo tên của Emanuel d’Oliveira, một người có kiến thức chuyên môn về hệ động vật biển ở đảo Santiago, Cape Verde, cũng là người đã giúp đỡ rất nhiều cho tác giả đầu tiên trong những lần lặn biển.

## Phân bố và môi trường sống
L. emanueli có phạm vi phân bố ở Đông Đại Tây Dương, và được tìm thấy tại quần đảo Cape Verde. Độ sâu tìm thấy các mẫu vật nằm trong khoảng từ 20 đến 32 m.

## Mô tả
L. emanueli có chiều dài cơ thể tối đa được ghi nhận là 12,3 cm. Cơ thể có màu hồng với một dải sọc màu vàng cam từ mõm băng qua mắt, dọc theo hai bên mạn sườn, phía trên và dưới sọc lớn này cũng có các sọc mảnh hơn cùng màu. Nhiều chấm nhỏ màu vàng trên vây đuôi và phần mềm của vây lưng. Rìa trên và dưới của vây đuôi, cũng như rìa vây lưng và vây hậu môn có màu vàng cam.
Số gai ở vây lưng: 8; Số tia vây mềm ở vây lưng: 11; Số gai ở vây hậu môn: 3; Số tia vây mềm ở vây hậu môn: 8; Số gai ở vây bụng: 1; Số tia vây mềm ở vây bụng: 5; Số tia vây mềm ở vây ngực: 16.